# Dictionnaire de l'ethnologie et de l'anthropologie
Le Dictionnaire de l'ethnologie et de l'anthropologie est un ouvrage de référence dirigé par les anthropologues français Michel Izard et Pierre Bonte. Ce dictionnaire encyclopédique consacré à l'ethnologie et l'anthropologie a été publié pour la première fois en 1991 aux Presses universitaires de France (PUF), puis en collection poche (« Quadrige. Dicos poche »). La rédaction comporte plusieurs spécialistes dont Marc Abélès, Philippe Descola, Jean-Pierre Digard, etc.
Consacré aux grands courants des deux disciplines connexes, à leurs concepts et leurs représentants (l'ouvrage compte 94 entrées à des ethnologues et anthropologues), ce dictionnaire est le principal outil du genre en langue française. 

## Comité scientifique
- Marc Abélès, Philippe Descola, Jean-Pierre Digard, Catherine Duby, Jean-Claude Galey, Jean Jamin, Gérard Lenclud

## Table des matières
- Avant-propos
- Liste des auteurs
- Corpus
- Liste des entrées par auteur
- Plan de la troisième édition (coll. « Quadrige »)

## Éditions
- Michel Izard et Pierre Bonte (dir.), Dictionnaire de l'ethnologie et de l'anthropologie, rédaction par Marc Abélès, Philippe Descola, Jean-Pierre Digard, et al., Paris, Presses universitaires de France, 1991.  (ISBN 2-13-043383-9) ; 2e éd. revue, coll. « Quadrige », 1992.  (ISBN 2-13-044539-X) ; 3e éd. 2000.  (ISBN 2-13-050687-9) ; 4e éd. coll. « Quadrige. Dicos poche », 2007.  (ISBN 978-2-13-055999-3)